# Campionato mondiale Supersport 2005
Il Campionato mondiale Supersport 2005 è la settima edizione del campionato mondiale Supersport.
Il campionato piloti ha visto la vittoria da parte di Sébastien Charpentier su Honda CBR 600RR del team Winston Ten Kate Honda, che ha ottenuto la certezza del titolo mondiale con tre gare d'anticipo rispetto al termine del campionato. Il pilota francese ha ottenuto nelle prime nove prove del campionato sempre vittorie e secondi posti, salvo ritirarsi per la prima volta nella gara in Germania all'EuroSpeedway, con il titolo già acquisito. Il secondo classificato, Kevin Curtain con la Yamaha YZF R6 del team Yamaha Motor Germany, è riuscito a ridurre il distacco dal campione del mondo a 23 lunghezze grazie al fatto che Charpentier si è infortunato durante le qualifiche della gara svoltasi sul circuito di Imola ed è stato costretto a non prendere parte alle ultime due prove stagionali a causa della rottura del legamento della clavicola sinistra.
Anche nel campionato riservato ai costruttori, supremazia dalla Honda che riesce a vincere le prime nove gare in calendario, lasciando alla Yamaha, seconda staccata di 78 punti, due vittorie. Al terzo posto della graduatoria la Ducati, che ottiene una vittoria con Gianluca Nannelli a Imola con una Ducati 749 R del team Ducati SC Caracchi con livrea argento in onore della vittoria della Ducati 750 SS nella 200 Miglia di Imola del 1972, riportando al successo in questo campionato la casa bolognese a distanza di cinque anni dall'ultima vittoria di Rubén Xaus nel 2000 in Olanda ad Assen.

## Piloti partecipanti
fonte
Tutte le motociclette in competizione sono equipaggiate con pneumatici forniti dalla Pirelli.
| Nº  | Pilota                   | Squadra                     | Motocicletta    |
| --- | ------------------------ | --------------------------- | --------------- |
| 3   | Jurgen van den Goorbergh | Ducati Selmat               | Ducati 749 R    |
| 8   | Stéphane Chambon         | Gil Motor Sport             | Honda CBR 600RR |
| 11  | Kevin Curtain            | Yamaha Motor Germany        | Yamaha YZF R6   |
| 12  | Javier Forés             | Alstare Suzuki Corona Extra | Suzuki GSX 600R |
| 13  | Alessio Corradi          | Ducati Selmat               | Ducati 749 R    |
| 14  | Andrea Berta             | Ducati Selmat               | Ducati 749 R    |
| 15  | Matteo Baiocco           | Lightspeed Kawasaki         | Kawasaki ZX 6RR |
| 15  | Matteo Baiocco           | Tienne Racing               | Yamaha YZF R6   |
| 16  | Sébastien Charpentier    | Winston Ten Kate Honda      | Honda CBR 600RR |
| 18  | Cristiano Migliorati     | Lightspeed Kawasaki         | Kawasaki ZX 6RR |
| 19  | Jarno Janssen            | Suzuki Nederland            | Suzuki GSX 600R |
| 21  | Katsuaki Fujiwara        | Winston Ten Kate Honda      | Honda CBR 600RR |
| 23  | Broc Parkes              | Yamaha Motor Germany        | Yamaha YZF R6   |
| 24  | Christophe Cogan         | Moto 1 - Suzuki             | Suzuki GSX 600R |
| 25  | Tatu Lauslehto           | Klaffi Honda                | Honda CBR 600RR |
| 27  | Tom Tunstall             | Hardinge Bridgeport         | Honda CBR 600RR |
| 28  | Sami Penna               | Ajo Promotion               | Honda CBR 600RR |
| 30  | Alessandro Antonello     | Kawasaki Bertocchi          | Kawasaki ZX 6RR |
| 31  | Chris Peris              | Moto 1 - Suzuki             | Suzuki GSX 600R |
| 33  | Ivan Goi                 | Bike Service                | Yamaha YZF R6   |
| 34  | Jose Manuel Hurtado      | Alapont Competition         | Honda CBR 600RR |
| 36  | Luka Nedog               | Ten Kate Kobutex Honda      | Honda CBR 600RR |
| 42  | Matthieu Lagrive         | Moto 1 - Suzuki             | Suzuki GSX 600R |
| 43  | Pablo Henrique Martins   | Promoracing                 | Yamaha YZF R6   |
| 45  | Sébastien Le Grelle      | Le Grelle Dholda in Action  | Honda CBR 600RR |
| 46  | Piergiorgio Bontempi     | Ducati Selmat               | Ducati 749 R    |
| 47  | Jarno Van Der Marel      | Suzuki Nederland            | Suzuki GSX 600R |
| 48  | David García             | Lightspeed Kawasaki         | Kawasaki ZX 6RR |
| 49  | Kai Børre Andersen       | Kawasaki DocShop Racing     | Kawasaki ZX 6RR |
| 50  | Vesa Kallio              | Yamaha Racing Support       | Yamaha YZF R6   |
| 51  | Robert Gianfardoni       | Lightspeed Kawasaki         | Kawasaki ZX 6RR |
| 55  | Niccolò Canepa           | Lightspeed Kawasaki         | Kawasaki ZX 6RR |
| 56  | Christian Zaiser         | Intermoto Czech Republic    | Honda CBR 600RR |
| 57  | Sergio Ruggiero          | VMN Racing                  | Yamaha YZF R6   |
| 58  | Tomas Miksovsky          | Intermoto Czech Republic    | Honda CBR 600RR |
| 59  | Paweł Szkopek            | Intermoto Czech Republic    | Honda CBR 600RR |
| 61  | Thomas Metro             | Moto Vitesse Réunion        | Suzuki GSX 600R |
| 62  | Joan Lascorz             | Glaner Castrol Honda        | Honda CBR 600RR |
| 64  | Julien Da Costa          | Lightspeed Kawasaki         | Kawasaki ZX 6RR |
| 65  | David Forner             | Alapont Competition         | Honda CBR 600RR |
| 67  | Nicolai Sorensen         | Klaffi Honda                | Honda CBR 600RR |
| 68  | Suhathai Chaemsap        | Intermoto Czech Republic    | Honda CBR 600RR |
| 69  | Gianluca Nannelli        | Ducati SC Caracchi          | Ducati 749 R    |
| 71  | Werner Daemen            | Van Zon Honda               | Honda CBR 600RR |
| 72  | Stefan Folkesson         | Stiggy Motorsports          | Honda CBR 600RR |
| 73  | Grégory Lefort           | Tati Team Beaujolais Racing | Yamaha YZF R6   |
| 74  | Ron Van Steenbergen      | Suzuki Nederland            | Suzuki GSX 600R |
| 76  | Steve Mizera             | Klaffi Honda                | Honda CBR 600RR |
| 77  | Barry Veneman            | Suzuki Nederland            | Suzuki GSX 600R |
| 78  | Hudson Kennaugh          | Moto 1 - Suzuki             | Suzuki GSX 600R |
| 80  | Alessio Anello           | R.A. Racing                 | Honda CBR 600RR |
| 81  | Arie Vos                 | Yamaha Racing Support       | Yamaha YZF R6   |
| 81  | Arie Vos                 | J & E Sport Racing          | Honda CBR 600RR |
| 81  | Arie Vos                 | Kunstgnas.com Racing        | Honda CBR 600RR |
| 81  | Arie Vos                 | Winston Ten Kate Honda      | Honda CBR 600RR |
| 82  | Camillo Mariottini       | Start Team                  | Honda CBR 600RR |
| 83  | Craig Jones              | Northpoint Ekerold Honda    | Honda CBR 600RR |
| 83  | Craig Jones              | Winston Ten Kate Honda      | Honda CBR 600RR |
| 84  | Michel Fabrizio          | Italia Megabike             | Honda CBR 600RR |
| 85  | Cal Crutchlow            | Northpoint Ekerold Honda    | Honda CBR 600RR |
| 86  | Victor Carrasco          | LaGlisse                    | Yamaha YZF R6   |
| 87  | Arturo Tizón             | Promoracing                 | Yamaha YZF R6   |
| 88  | Julien Enjolras          | Tati Team Beaujolais Racing | Yamaha YZF R6   |
| 89  | Juri Proietto            | Passione Moto               | Kawasaki ZX 6RR |
| 90  | Pavel Ouda               | Midland Racing Motoworld    | Honda CBR 600RR |
| 92  | Joan Veijer              | Duntep Racing               | Honda CBR 600RR |
| 93  | Allard Kerkhoven         | Oliveira Suzuki             | Suzuki GSX 600R |
| 94  | Arne Tode                | Van Zon Honda               | Honda CBR 600RR |
| 95  | Jesco Günther            | Alpha Technik Van Zon Honda | Honda CBR 600RR |
| 97  | Mile Pajic               | Pajic Kawasaki Racing       | Kawasaki ZX 6RR |
| 98  | Tage Solberg             | Solberg Racing              | Yamaha YZF R6   |
| 99  | Fabien Foret             | Team Megabike               | Honda CBR 600RR |
| 100 | Topi Haarala             | Ajo Promotion               | Honda CBR 600RR |
| 116 | Johan Stigefelt          | Stiggy Motorsports          | Honda CBR 600RR |
| 127 | Robbin Harms             | Stiggy Motorsports          | Honda CBR 600RR |
| 161 | Simone Sanna             | Improve Racing              | Honda CBR 600RR |
| 161 | Simone Sanna             | Intermoto Czech Republic    | Honda CBR 600RR |

| Legenda            |
| ------------------ |
| Pilota wildcard    |
| Pilota Sostitutivo |

## Calendario
| Nº | Data         | Gran Premio | Circuito       | Pole Position         | Vincitore gara        | Leader del campionato | Resoconto |
| -- | ------------ | ----------- | -------------- | --------------------- | --------------------- | --------------------- | --------- |
| 1  | 26 febbraio  | Qatar       | Losail         | Sébastien Charpentier | Katsuaki Fujiwara     | Katsuaki Fujiwara     | Resoconto |
| 2  | 3 aprile     | Australia   | Phillip Island | Sébastien Charpentier | Sébastien Charpentier | Sébastien Charpentier | Resoconto |
| 3  | 24 aprile    | Spagna      | Valencia       | Sébastien Charpentier | Sébastien Charpentier | Sébastien Charpentier | Resoconto |
| 4  | 8 maggio     | Italia      | Monza          | Sébastien Charpentier | Katsuaki Fujiwara     | Sébastien Charpentier | Resoconto |
| 5  | 29 maggio    | Europa      | Silverstone    | Sébastien Charpentier | Sébastien Charpentier | Sébastien Charpentier | Resoconto |
| 6  | 26 giugno    | San Marino  | Misano         | Fabien Foret          | Sébastien Charpentier | Sébastien Charpentier | Resoconto |
| 7  | 17 luglio    | Rep. Ceca   | Brno           | Sébastien Charpentier | Sébastien Charpentier | Sébastien Charpentier | Resoconto |
| 8  | 7 agosto     | Regno Unito | Brands Hatch   | Sébastien Charpentier | Sébastien Charpentier | Sébastien Charpentier | Resoconto |
| 9  | 4 settembre  | Paesi Bassi | Assen          | Sébastien Charpentier | Fabien Foret          | Sébastien Charpentier | Resoconto |
| 10 | 11 settembre | Germania    | EuroSpeedway   | Sébastien Charpentier | Kevin Curtain         | Sébastien Charpentier | Resoconto |
| 11 | 2 ottobre    | Italia      | Imola          | Sébastien Charpentier | Gianluca Nannelli     | Sébastien Charpentier | Resoconto |
| 12 | 9 ottobre    | Francia     | Magny-Cours    | Michel Fabrizio       | Broc Parkes           | Sébastien Charpentier | Resoconto |

## Classifiche

### Classifica Piloti[1]
| Pos. | Pilota                   | Moto              |     |     |     |     |     |     |     |     |     |     |     |     | P.ti |
| ---- | ------------------------ | ----------------- | --- | --- | --- | --- | --- | --- | --- | --- | --- | --- | --- | --- | ---- |
| 1    | Sébastien Charpentier    | Honda             | 2   | 1   | 1   | 2   | 1   | 1   | 1   | 1   | 2   | Rit | NP  |     | 210  |
| 2    | Kevin Curtain            | Yamaha            | 4   | 2   | 3   | 5   | 2   | 4   | Rit | 3   | 4   | 1   | 2   | 2   | 187  |
| 3    | Katsuaki Fujiwara        | Honda             | 1   | 4   | 2   | 1   | 9   | 3   |     | 6   | 5   | 4   |     | 7   | 149  |
| 4    | Fabien Foret             | Honda             | 5   | 3   | 5   |     | 3   | 2   | Rit | 5   | 1   | 3   | 11  | 4   | 144  |
| 5    | Michel Fabrizio          | Honda             | 3   | Rit | 4   | 4   | Rit | Rit | 2   | 2   | 3   | 5   | 4   | 3   | 138  |
| 6    | Broc Parkes              | Yamaha            | 6   | 7   | 6   | 7   | 5   | 5   | Rit | Rit | 7   | 2   | 5   | 1   | 125  |
| 7    | Stéphane Chambon         | Honda             | 7   | 8   | 9   | 8   | 4   | 15  | 7   | 4   | 8   | 6   | Rit | 8   | 94   |
| 8    | Gianluca Nannelli        | Ducati            | 9   | Rit | 8   | 3   | 7   | Rit | 3   | Rit | NP  | NP  | 1   | 9   | 88   |
| 9    | Javier Forés             | Suzuki            | 8   | 11  | 11  | 11  | 12  | 7   | 5   | 11  | 10  | 14  | Rit | 5   | 71   |
| 10   | Tatu Lauslehto           | Honda             | 10  | 9   | 15  | 6   | 10  | 10  | 12  | 14  | 9   | 9   | 16  | 12  | 60   |
| 11   | Johan Stigefelt          | Honda             |     | 6   | 10  | 13  | Rit | 13  | 11  | 15  | 12  | 8   | 8   | 6   | 58   |
| 12   | Alessio Corradi          | Ducati            |     |     |     | SQ  | 8   |     | 8   | 7   | Rit | 7   | 3   | Rit | 50   |
| 13   | Robbin Harms             | Honda             |     |     | Rit | Rit | 17  | 11  | 4   | 13  | 6   | 13  | Rit | NP  | 34   |
| 14   | Barry Veneman            | Suzuki            |     |     | 7   | 12  | 6   | 12  | 10  | NP  |     |     |     |     | 33   |
| 15   | Matthieu Lagrive         | Suzuki            |     |     |     |     |     |     | 14  | 9   | 11  | Rit | 10  | 10  | 26   |
| 16   | Alessandro Antonello     | Kawasaki          | Rit | Rit | Rit | Rit | 18  | 8   | 18  |     |     |     | 6   |     | 18   |
| 17   | Craig Jones              | Honda             |     |     |     |     | Rit |     | 6   | 8   |     |     |     |     | 18   |
| 18   | Arie Vos                 | Yamaha e Honda    |     |     |     |     |     | 18  | 21  | 19  | 13  |     | 7   | 11  | 17   |
| 19   | Werner Daemen            | Honda             |     |     | 12  |     |     |     | 9   |     |     | 10  |     |     | 17   |
| 20   | Sébastien Le Grelle      | Honda             |     |     | 13  | 10  | 11  |     | 15  | 17  |     |     |     |     | 15   |
| 21   | Tomas Miksovsky          | Honda             | 12  | 13  | 19  | 14  | 19  | Rit | 20  | 20  | Rit |     | 13  |     | 12   |
| 22   | Jurgen van den Goorbergh | Ducati            | Rit | 5   | NP  |     |     |     |     |     |     |     |     |     | 11   |
| 23   | Simone Sanna             | Honda             |     |     |     | Rit |     | 6   | 19  |     |     |     | Rit |     | 10   |
| 24   | Ivan Goi                 | Yamaha            |     |     |     | 9   |     | 16  |     |     |     |     | Rit | 13  | 10   |
| 25   | Cristiano Migliorati     | Kawasaki          |     |     |     |     |     | 9   | 13  | 16  | Rit |     |     |     | 10   |
| 26   | Camillo Mariottini       | Honda             |     |     |     |     |     | 14  |     |     |     |     | 9   |     | 9    |
| 27   | Cal Crutchlow            | Honda             |     |     |     |     | Rit |     |     | 10  |     |     |     |     | 6    |
| 28   | Christophe Cogan         | Suzuki            | Rit | 10  | 16  | Rit | 16  |     |     |     |     |     |     |     | 6    |
| 29   | Tom Tunstall             | Honda             |     |     |     |     | 14  |     |     | 12  | 17  |     |     |     | 6    |
| 30   | Jarno Janssen            | Suzuki            |     |     | 17  | Rit | 15  | 17  | 17  | Rit | 14  | 15  | 17  | 14  | 6    |
| 31   | Arne Tode                | Honda             |     |     |     |     |     |     |     |     |     | 11  |     |     | 5    |
| 32   | Andrea Berta             | Ducati            | 11  | Rit | Rit | Rit | Rit | 19  | 23  | 23  | NP  |     | Rit |     | 5    |
| 33   | Paweł Szkopek            | Honda             | 13  | 14  | Rit | 19  | Rit | 23  | 24  | 21  | 21  | Rit |     |     | 5    |
| 34   | Julien Enjolras          | Yamaha            |     |     | Rit | 16  | Rit | 24  | 26  | 22  | Rit | 19  | 12  | Rit | 4    |
| 35   | Kai Børre Andersen       | Kawasaki          |     |     |     |     |     |     |     |     |     | 12  |     |     | 4    |
| 36   | David García             | Kawasaki          | Rit | 12  | NP  |     |     |     |     |     |     |     |     |     | 4    |
| 37   | Julien Da Costa          | Kawasaki          |     |     |     | NP  | 13  |     |     |     |     |     |     |     | 3    |
| 38   | Sami Penna               | Honda             |     |     | 18  | 17  | 20  | 21  | 16  | 18  | Rit | 17  | 14  | 15  | 3    |
| 39   | Matteo Baiocco           | Kawasaki e Yamaha | 14  | Rit | Rit | 15  | NP  | Rit |     |     |     |     | Rit |     | 3    |
| 40   | Arturo Tizón             | Yamaha            |     |     | 14  |     |     |     |     |     |     |     |     |     | 2    |
| 41   | Niccolò Canepa           | Kawasaki          |     |     |     |     |     |     |     |     |     | 16  | 15  | Rit | 1    |
| 42   | Vesa Kallio              | Yamaha            |     |     |     |     |     |     |     |     | 15  |     |     |     | 1    |
| NC   | José Manuel Hurtado      | Honda             |     |     |     |     |     |     |     |     |     |     | Rit | 16  | 0    |
| -    | Jarno van der Marel      | Suzuki            |     |     |     |     |     |     |     |     | 16  | 21  |     |     | 0    |
| -    | Thomas Metro             | Suzuki            |     |     |     |     |     |     |     |     |     |     |     | 17  | 0    |
| -    | Ron van Steenbergen      | Suzuki            |     |     |     |     |     |     |     |     |     |     | Rit | 18  | 0    |
| -    | Hudson Kennaugh          | Suzuki            |     |     |     |     |     |     |     |     |     |     | 18  | Rit | 0    |
| -    | Jesco Günter             | Honda             |     |     |     |     |     |     |     |     |     | 18  |     |     | 0    |
| -    | Nicolai Sørensen         | Honda             |     |     |     |     |     |     |     |     | 18  |     |     |     | 0    |
| -    | Topi Haarala             | Honda             |     |     | Rit | 18  | Rit | 22  | 22  | Rit | Rit | Rit | Rit | 19  | 0    |
| -    | Joan Lascorz             | Honda             |     |     |     |     |     |     |     |     |     |     | 19  |     | 0    |
| -    | Joan Veijer              | Honda             |     |     |     |     |     |     |     |     | 19  |     |     |     | 0    |
| -    | Suhathai Chaemsap        | Honda             |     |     |     |     |     |     |     |     |     |     | 20  | Rit | 0    |
| -    | Tage Solberg             | Yamaha            |     |     |     |     |     |     |     |     |     | 20  |     |     | 0    |
| -    | Mile Pajic               | Kawasaki          |     |     |     |     |     |     |     |     | 20  |     |     |     | 0    |
| -    | Piergiorgio Bontempi     | Ducati            |     |     |     |     |     | 20  |     |     |     |     |     |     | 0    |
| -    | Steve Mizera             | Honda             |     |     |     |     |     |     |     |     |     | 22  |     |     | 0    |
| -    | Allard Kerkhoven         | Suzuki            |     |     |     |     |     |     |     |     | 22  |     |     |     | 0    |
| -    | Robert Gianfardoni       | Kawasaki          |     |     |     |     |     |     | NQ  | NQ  | 23  | NQ  | Rit | Rit | 0    |
| -    | Pavel Ouda               | Honda             |     |     |     |     |     |     | 25  |     |     |     |     |     | 0    |
| -    | Chris Peris              | Suzuki            |     |     |     |     |     | 25  |     |     |     |     |     |     | 0    |
| -    | Alessio Anello           | Honda             |     |     |     |     |     | 26  |     |     |     |     |     |     | 0    |
| -    | Luka Nedog               | Honda             |     |     |     |     |     |     | 27  |     |     |     |     |     | 0    |
| -    | Christian Zaiser         | Honda             |     |     |     |     |     |     |     |     |     | Rit |     | Rit | 0    |
| -    | Grégory Lefort           | Yamaha            |     |     |     |     |     |     |     |     |     |     |     | Rit | 0    |
| -    | David Forner             | Honda             |     |     |     |     |     |     |     |     |     |     |     | Rit | 0    |
| -    | Sergio Ruggiero          | Yamaha            |     |     |     |     |     |     |     |     |     |     | Rit |     | 0    |
| -    | Juri Proietto            | Kawasaki          |     |     |     |     |     | Rit |     |     |     |     |     |     | 0    |
| -    | Pedro Enrique Martins    | Yamaha            |     |     | Rit |     |     |     |     |     |     |     |     |     | 0    |
| -    | Victor Carrasco          | Yamaha            |     |     | Rit |     |     |     |     |     |     |     |     |     | 0    |
| -    | Stefan Folkesson         | Honda             |     | NP  |     |     |     |     |     |     |     |     |     |     | 0    |
| Pos  | Pilota                   | Moto              |     |     |     |     |     |     |     |     |     |     |     |     | P.ti |

| Legenda | 1º posto        | 2º posto            | 3º posto           | A punti      | Senza punti        | Grassetto – Pole position Corsivo – Giro più veloce |
| Legenda | Gara non valida | Non qual./Non part. | Ritirato/Non class | Squalificato | '-' Dato non disp. | Grassetto – Pole position Corsivo – Giro più veloce |

### Sistema di punteggio
| Pos.  | 1  | 2  | 3  | 4  | 5  | 6  | 7 | 8 | 9 | 10 | 11 | 12 | 13 | 14 | 15 | 16> |
| Punti | 25 | 20 | 16 | 13 | 11 | 10 | 9 | 8 | 7 | 6  | 5  | 4  | 3  | 2  | 1  | 0   |

### Costruttori[3]
| Pos. | Costruttore | Motocicletta |    |    |     |    |    |    |    |    |     |    |    |     | P.ti |
| ---- | ----------- | ------------ | -- | -- | --- | -- | -- | -- | -- | -- | --- | -- | -- | --- | ---- |
| 1    | Honda       | CBR 600RR    | 1  | 1  | 1   | 1  | 1  | 1  | 1  | 1  | 1   | 3  | 4  | 3   | 270  |
| 2    | Yamaha      | YZF R6       | 4  | 2  | 3   | 5  | 2  | 4  | 21 | 3  | 4   | 1  | 2  | 1   | 192  |
| 3    | Ducati      | 749 R        | 9  | 5  | 8   | 3  | 7  | 19 | 3  | 7  | Rit | 7  | 1  | 9   | 117  |
| 4    | Suzuki      | GSX 600R     | 8  | 10 | 7   | 11 | 6  | 7  | 5  | 9  | 10  | 14 | 10 | 5   | 90   |
| 5    | Kawasaki    | ZX 6RR       | 14 | 12 | Rit | 15 | 13 | 8  | 13 | 16 | 20  | 12 | 6  | Rit | 35   |